# Pegantha quadriloba
Pegantha quadriloba är en nässeldjursart som beskrevs av Ernst Haeckel 1879. Pegantha quadriloba ingår i släktet Pegantha och familjen Solmarisidae. Inga underarter finns listade i Catalogue of Life.